# Statue-menhir de Cacavel
La statue-menhir de Cacavel est une statue-menhir appartenant au groupe rouergat découverte à La Salvetat-sur-Agout, dans le département de l'Hérault en France.

## Description
Elle a été découverte en 1993 par François Pataille. Elle correspond au fragment inférieur d'une statue, qui devait mesurer plus de  2,50 m, taillée dans une dalle de gneiss d'origine locale. Il mesure 1,80 m de hauteur sur  1,02 m de largeur pour une épaisseur de  0,33 m.
La face antérieure comporte un décor gravé figurant des jambes, des pieds et une ceinture avec boucle. La face postérieure est gravée d'un grand cercle très régulier qui serait, selon Gabriel Rodriguez, un soléiforme, ou, selon Michel Maillé, l'ébauche d'une tentative de débitage d'une meule.